# کلودیو رادوکانو
کلودیو رادوکانو (انگلیسی: Claudiu Răducanu؛ زادهٔ ۳ دسامبر ۱۹۷۶) بازیکن سابق فوتبال اهل رومانی است که در پست مهاجم بازی می‌کرد.
وی همچنین در تیم ملی فوتبال رومانی بازی کرده‌است.